# Inocência Mata

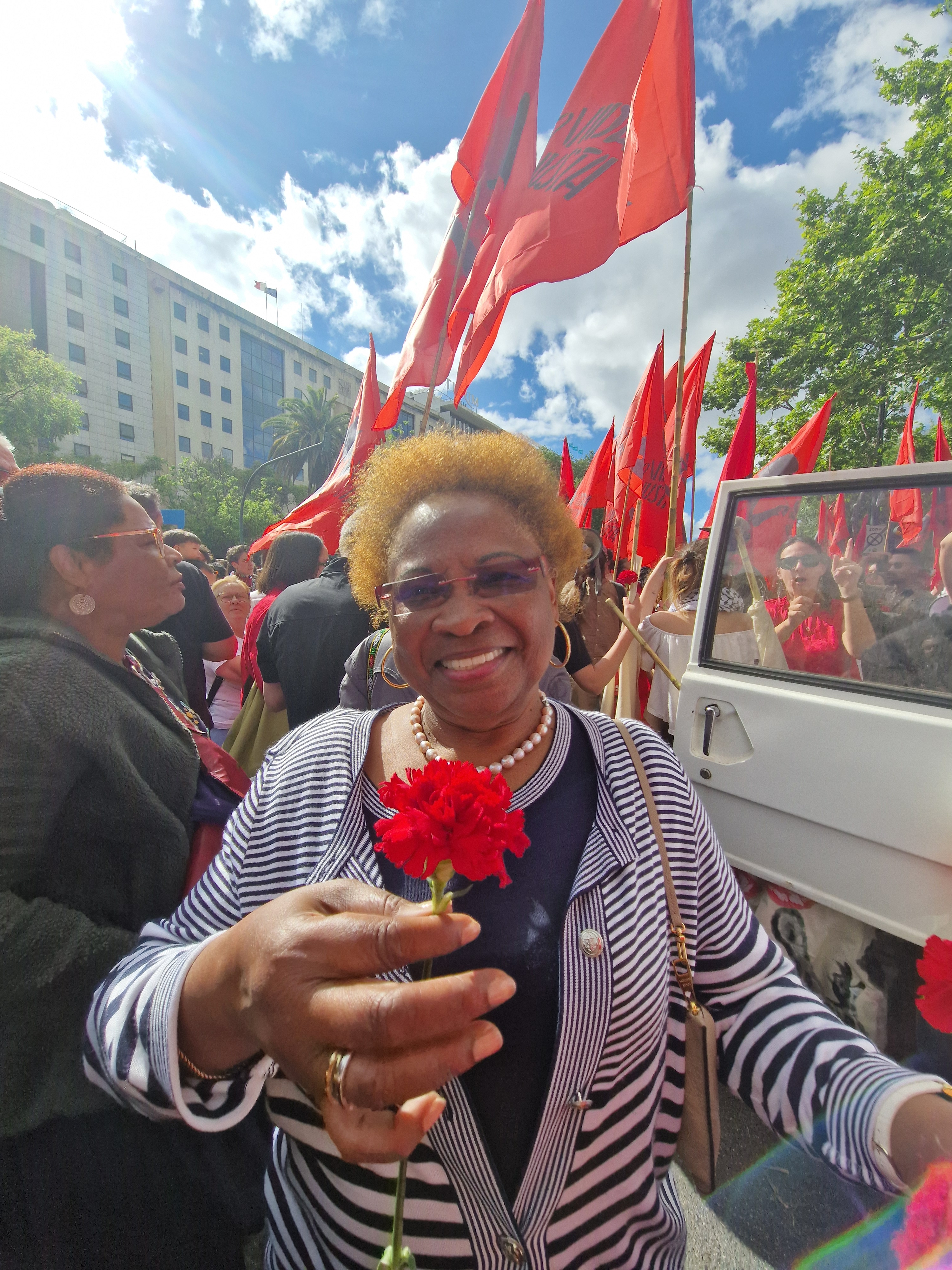
Inocência Mata

Inocência Mata (* 1957) ist eine Essayistin, Professorin und Linguistin aus São Tomé und Príncipe. Sie lehrt an der Faculdade de Letras der Universität Lissabon. Ihr Fachgebiet sind Literatur, Kunst und Kultur im Postkolonialismus. Mata ist Gründungsmitglied der União Nacional de Escritores e Artistas de São Tomé e Príncipe (Nationalen Vereinigung der Schriftsteller und Künstler von S. Tomé & Príncipe, UNEAS) und korrespondierendes Mitglied der Academia das Ciências de Lisboa, Classe de Letras.

## Leben
Inocência Mata wurde in São Tomé und Príncipe geboren, ging aber für ihre akademische Laufbahn nach Portugal, wo sie Mitglied der Academia wurde. Sie hatte Stellungen an verschiedenen Institutionen weltweit. Unter anderem an der Universität von Macau, wo sie 2017 stellvertretende Direktorin des Departaments für Portugiesisch war.
Mit einem Doktorgrad in Literaturwissenschaften der Universität Lissabon und einem Post-Doktorstudium in Postcolonial Studies, Identity, Ethnicity, and Globalization der University of California, Berkeley, ist sie eine Autorität auf ihrem Gebiet. Mata ist Mitglied renommierter Vereinigungen in ihrem Fachgebiet, darunter Associação Internacional de Literatura Comparada (Internationale Vereinigung für Komparatistik), Association pour l'étude des littératures africaines (PELA, Vereinigung für Studien zur Afrikanischen Literatur, Frankreich), Associação Internacional de Estudos Africanos (AFROLIC, Internationale Vereinigung für Afrikanische Studien, Brasilien), Associação Internacional de Ciências Sociais e Humanas em Língua Portuguesa (AILP-CSH, Internationale Vereinigung der Sozial- und Human-Wissenschaften in portugiesischer Spranche), Academia das Ciências de Lisboa, Academia Angolana de Letras (Angolanische Akademie der Literatur) und Academia Galega da Língua Portuguesa (Galizische Akademie der portugiesischen Sprache), sowie Gründungsmitglied der União Nacional de Escritores e Artistas de São Tomé e Príncipe (UNEAS, Nationalen Vereinigung der Schriftsteller und Künstler von São Tomé und Príncipe). Sie ist außerdem Forscherin am Centro de Estudos Comparatistas da Universidade de Lisboa (Zentrum für Komparatistik der Universität Lissabon).
2015 verfasste sie das Vorwort zu dem Buch ‘Os condenados da terra’ (Die Verdammten der Erde, 1961) von Frantz Fanon, welches durch den Verlag Letra Livre ins Portugiesische übersetzt und in Portugal veröffentlicht wurde. „Die Relevanz Fanon, heute 2015 zu lesen“ (A pertinência de se ler Fanon, hoje 2015) betitelte sie ihr Vorwort.
Im September 2019 nahm sie an einer Diskussion Teil im Rahmen des 4ª edição do Festival Iminente. Das Thema war: „Reparação Histórica: é possível pagar as dívidas do colonialismo?“ (Historische Wiedergutmachung: Ist es möglich, die Schulden des Kolonialismus zu bezahlen?) Die Diskussion wurde vom Journalismus-Podcast Fumaça aus Lissabon übertragen. An der Debatte namen auch die Journalistin und Soziologin Luzia Moniz (Plataforma para o Desenvolvimento da Mulher Africana, PADEMA – Plattform für die Entwicklung der Afrikanischen Frauen) und die Historikerin Solange Rocha (Universidade Federal da Paraíba) teil.
Noch im selben Jahr nahm sie Teil am 5º Festival Literário da Gardunha in Fundão teil. Das Festival am 26. und 27. Oktober war dem Thema Reisen gewidmet mit dem Schwerpunkt auf Migrationen.
2020 war sie eine der Mitunterzeichnerinnen des offenen Briefes „The Time to Act is Now“ (Jetzt ist die Zeit zu Handeln). Der Brief wurde von afrikanischen Intellektuellen entworfen und geschrieben und war an afrikanische Führer gerichtet um vor den strukturellen Problemen des Kontinents zu warnen, die durch Covid-19 nur noch akzentuiert wurden COVID-19.
Weitere Unterzeichner waren Wole Soyinka (Literaturnobelpreis 1986), Iva Cabral (Tochter von Amílcar Cabral; Universidade de Mindelo), Henry Louis Gates, Jr. (Harvard University), Maria Paula Meneses (Universidade de Coimbra), Iolanda Évora (Universität Lissabon) und Véronique Tajdo (Schriftstellerin).

## Auszeichnungen
- 2021 – Mulheres Cientistas Sociais que Inspiram (Sozialwissenschaftlerinnen, die inspirieren.) von der Associação Internacional de Ciências Sociais e Humanas em Língua Portuguesa (AILP-csh).[17]
- 2019 – Aufnahme als korrespondierendes Mitglied in die Academia Angolana de Letras (AAL).[18]
- 2019 Verleihung einer Dozentur Honoris Causa durch das Jerusalém Internacional Academic Research Institute (Malawi).[19][20]
- 2019 Mitglied der Jury des UCCLA-Literaturpreises (União das Cidades Capitais Luso-Afro-Américo-Asiáticas), an dem erstmals Schriftsteller aus allen portugiesischsprachigen Ländern teilnahmen. Weitere Juroren: Antônio Carlos Secchin (Brasilien); Germano Almeida (Kap Verde); Isabel Pires de Lima (Portugal); José Luis Mendonça (Angola); José Pires Laranjeira (Portugal); Luís Carlos Patraquim (Mosambik); Luís Costa (Timor); Tony Tcheka (Guinea Bissau) und Rui Lourido für UCCLA.[21]
- 2018 Präsentation vn „Espectros de Batepá. Memórias e Narrativas do Massacre de 1953 em São Tomé e Príncipe“ vn der portugiesischen Autorin Inês Nascimento Rodrigues in Lissabon;[22]
- 2016 Jurorin beim Prémio Camões, zusammen mit Paula Morão, Pedro Mexia, Flora Süssekind, Sérgio Alcides do Amaral und Lourenço do Rosário;[23]
- 2015 Gewinnerin des Prêmio Femina 2015[24][25]
- 2015 Teilnahme am internationalen Kolloquium über die Casa dos Estudantes do Império (CEI), organisiert von der Fundação Calouste Gulbenkian (Calouste Gulbenkian-Stiftung) in Lissabon.[26][27]

## Werke (Auswahl)
- 2015 – A Casa dos Estudantes do Império e o lugar da literatura na consciencialização política. Lissabon, 2015.[27][28]
- 2012 – A Rainha Nzinga Mbandi: História, Memória e Mito. Lissabon, 2012.[29][30][31]
- 2011 – Francisco José Tenreiro: as Múltiplas Faces de um Intelectual. Lissabon 2011.[29][30]
- 2011 – Ficção e História na Literatura Angolana Luanda 2011.[29][30][32]
- 2010 – Polifonias Insulares: Cultura e Literatura de São Tomé e Príncipe. Lissabon, 2010.[29][30][33]
- 2007 – A Literatura Africana e a Crítica Pós-colonial. Luanda, 2007; Manaus, 2013.[29][30]
- 2006 – Laços de Memória & Outros Ensaios sobre Literatura Angolana. Luanda, 2006.[29][30]
- 2004 – A Suave Pátria: Reflexões Político-culturais sobre a Sociedade São-tomense. Lissabon, 2004.[29][30]
- 2001 – Literatura Angolana: Silêncios e Falas de uma Voz Inquieta. Lissabon/Luanda, 2001.[29][30]

Als Co-Autorin:
- 2016 – Pós-colonial e Pós-colonialismo: Propriedades e Apropriações de Sentido. mit Flávio García, UERJ, 2016.[29]
- 2016- Cartas de Amílcar Cabral a Maria Helena: a outra face do homem. Ed. Rosa de Porcelana.[34][35]
- 2012 – Colonial/Post-Colonial: Writing as Memory in Literature. mit Fernanda Gil Costa, Universidade de Lisboa, Lissabon
- 2013 – Olhares Cruzados sobre a Economia de São Tomé e Príncipe. edições Colibri, Lissabon.
- 2009 – When Things Came Together: Studies on Chinua Achebe mit Don Burness, Franklin Pierce University, USA, und Vicky Hartnack, Universidade de Lisboa[29]
- 2007 – A Mulher em África: Vozes de uma Margem sempre Presente. mit Laura Padilha, Universidade Federal Fluminense (UFF), Lissabon.[29]
- 2007 – Pelas Oito Partidas da Língua Portuguesa: Uma Homenagem a João Malaca Casteleiro mit Maria José Grosso, Universidade de Lisboa: Macau/Lissabon.[29]

2005 – Boaventura Cardoso: a Escrita em Processo. mit Rita Chaves und Tania Macêdo da Universidade de São Paulo (USP); São Paulo
2001 – Mário Pinto de Andrade: Um Intelectual na Política. mit Laura Padilha, UFF; Lissabon.
Weitere Literatur haben Don Burness und Laura Padilha (2006 edições Colibri).